# Hippotion rafflesii
Hippotion rafflesii là một loài bướm đêm thuộc họ Sphingidae, chi Hippotion.

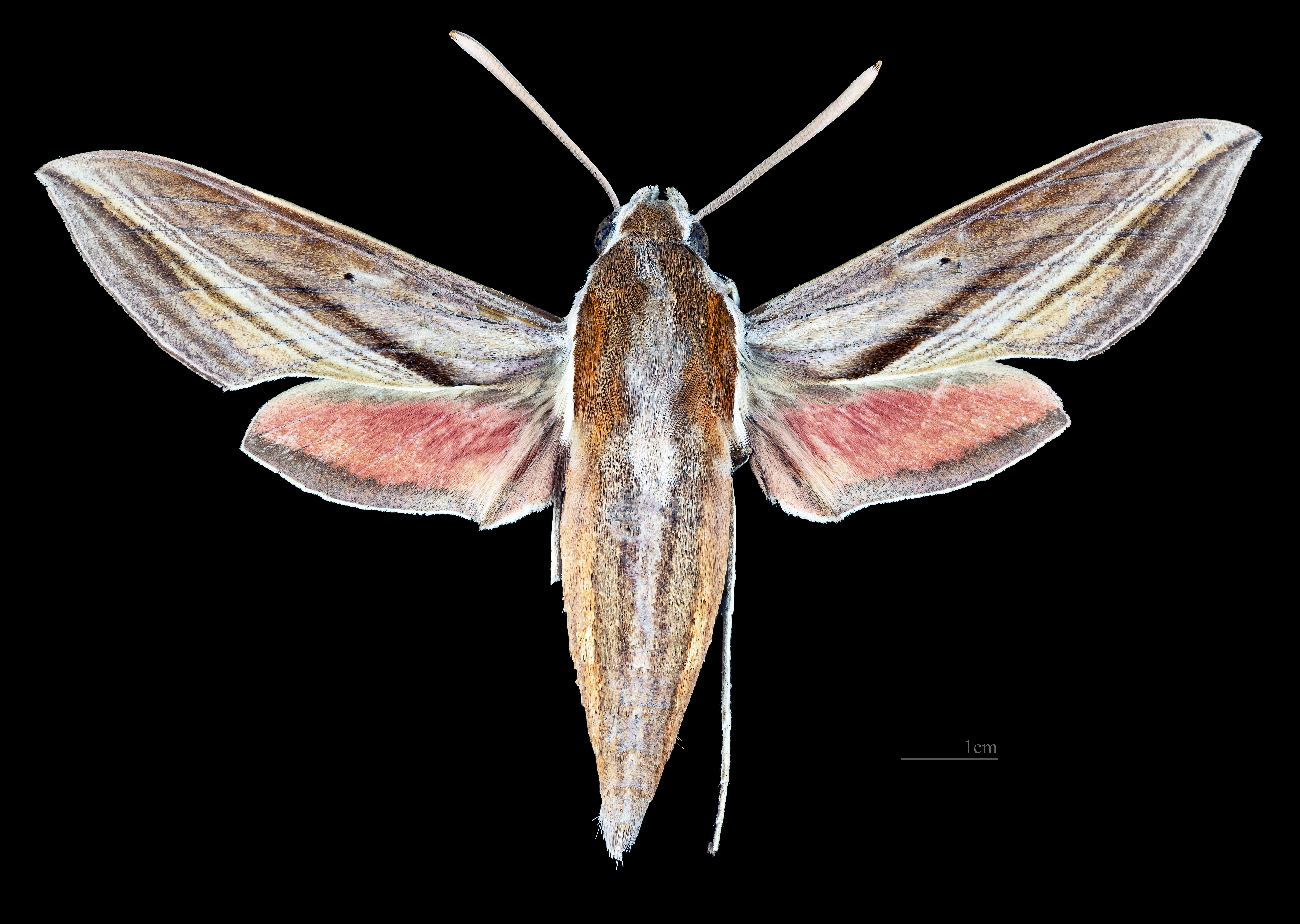
Hippotion rafflesii  ♀
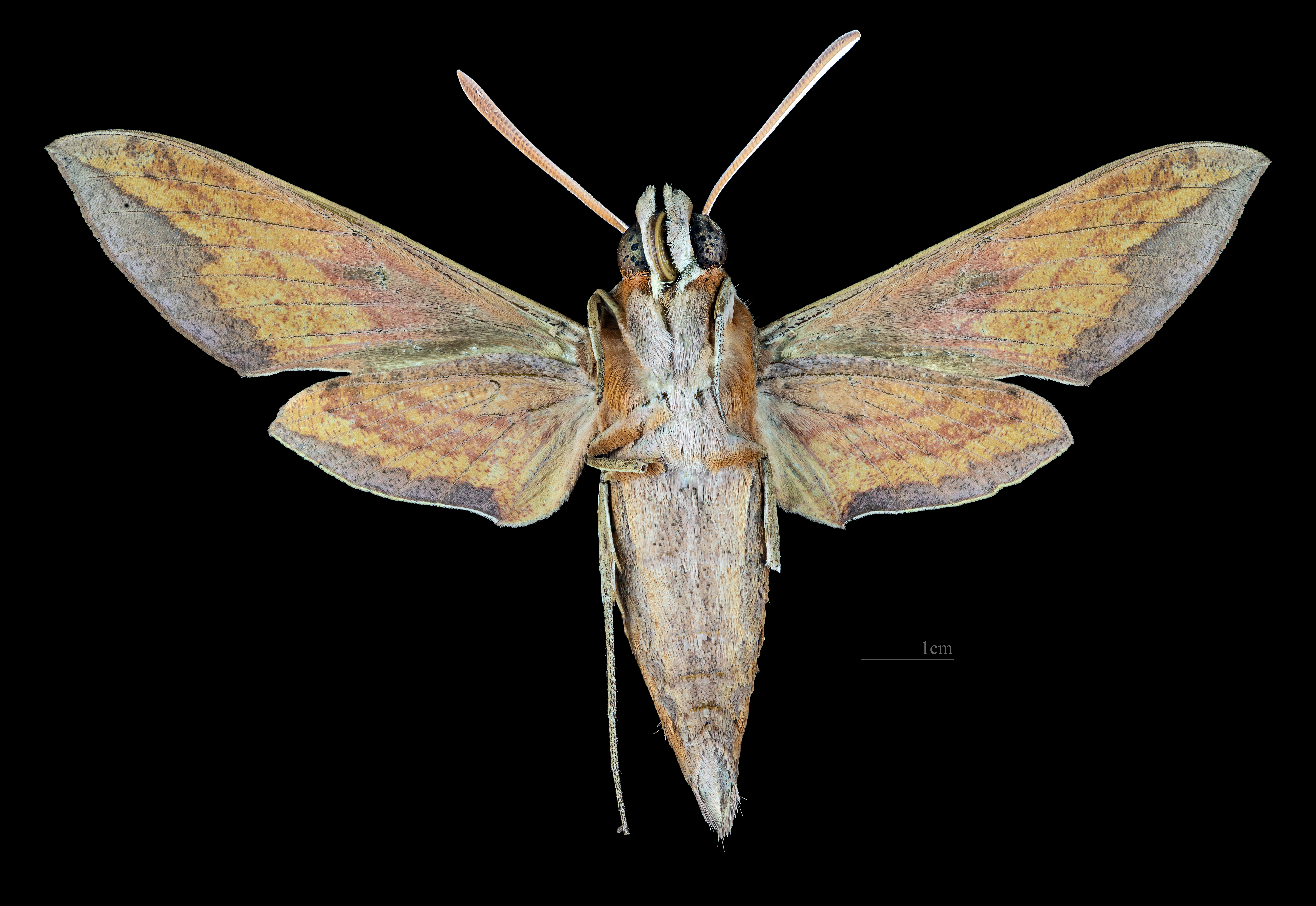
Hippotion rafflesii   ♀ △

## Phụ loài
- Hippotion rafflesii rafflesii
- Hippotion rafflesii dyokeae Hogenes & Treadaway, 1998